# 贝伦塔尔
贝伦塔尔是德国巴登-符腾堡州的一个市镇。总面积12.69平方公里，总人口429人，其中男性208人，女性221人（2011年12月31日），人口密度34人/平方公里。